# Abu (Monat)
Abu war der babylonische Name des fünften Monats im babylonischen Kalender. Da im Monat Nisannu gemäß der babylonischen Quellen entweder das erste Neulicht oder der erste Vollmond des Frühjahrs lag, begann der Monat Abu im Normalfall frühestens am 3. Juli und spätestens am 14. August. Im Jüdischen Kalender, der von den Juden während des Babylonischen Exils zwischen 586 und 536 v. Chr. aus dem Babylonischen Kalender übernommen wurde,  entspricht der Abu dem Monat Aw.